# Agrias delormei
Agrias delormei är en fjärilsart som beskrevs av Le Moult 1926. Agrias delormei ingår i släktet Agrias och familjen praktfjärilar. Inga underarter finns listade i Catalogue of Life.